# Red Eagles
Red Eagles is een ijshockeyclub uit 's-Hertogenbosch. Zij spelen in de Eerste divisie.

## Eredivisie
Den Bosch speelde over verschillende perioden 17 seizoenen in de Eredivisie, het hoogste niveau in Nederland. De eerste deelname was in het seizoen 1966/67, nadat in 1966 de indoor ijshal De Vliert was geopend. In het seizoen 1969/70 behaalde de club, toen nog als SIJ Den Bosch (Stichting IJshockey Den Bosch), de enige landstitel.
Eindrangschikking na de reguliere competitie. Tussen haakjes de sponsor in het desbetreffende seizoen.
Noord: Amsterdam Tigers · Hijs Hokij Den Haag · GIJS Groningen · UNIS Flyers Heerenveen · Capitals Leeuwarden · Dragons Utrecht · Zoetermeer Panters

Zuid: Yeti's Breda · Red Eagles 's-Hertogenbosch · Dordrecht Lions · Eindhoven Kemphanen · Eaters Geleen · Nijmegen Devils · Tilburg Trappers